# Колпны (станция)
Колпны́ — железнодорожная станция Московской железной дороги в посёлке городского типа Колпна Орловкой области России, конечная на однопутной неэлектрифицированной ветви от станции Охочевка (Курская область) (59 км). По характеру работы является промежуточной, по объёмам отнесена к 5 классу.

## История
В 1899 году сюда было завершено строительство узкоколейной железной дороги с шириной колеи 1000 мм. Станция получила своё название по селу Колпны (ныне пгт Колпна). В 1959 г. железнодорожная ветвь  Охочевка — Колпны была перешита на широкую колею.

## Пассажирское движение
Поездов дальнего следования на станции нет.
Ежедневно курсирует пригородный поезд Курск — Колпны́ — Курск в составе одного вагона. Расстояние до Охочевки он предолевает за 1 час 36 минут, а всего он в пути (102 км) 2 часа 57 минут.